# هارولد باومغارتنر
هارولد باومغارتنر (17 نوفمبر 1883 - 8 أبريل 1938) (بالإنجليزية: Harold Baumgartner)‏ هو لاعب كريكت جنوب أفريقي. شارك مع منتخب جنوب أفريقيا الوطني للكريكت.

## وصلات خارجية
- هارولد باومغارتنر على موقع إي آس بي آن كريك إنفو (الإنجليزية)